# Anton Sereda

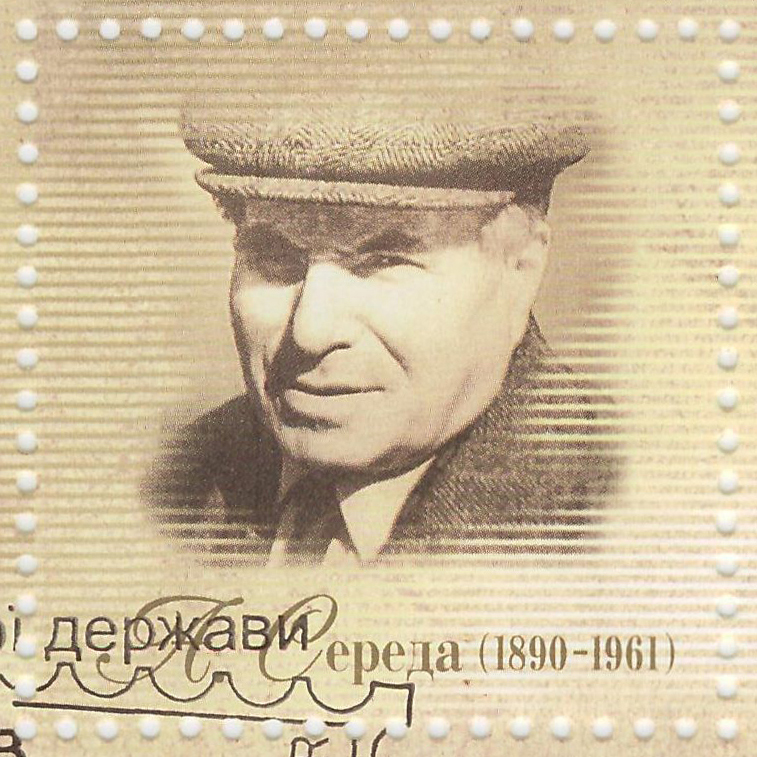

Anton Sereda (1890, Kiev - 11 de agosto de 1961, Korsun-Shevchenkovski, Óblast de Cherkasy) fue gráfico y maestro de artes decorativas soviético-ucraniano, profesor.
Anton Jomich Sereda fue el autor de las primeras estampillas de República Nacional Ucraniana, cuyos valores eran 10 y 20 shahos. Las que aparecieron el 18 de julio de 1918 por la imprenta de Puskinskaya 6, en Kiev.

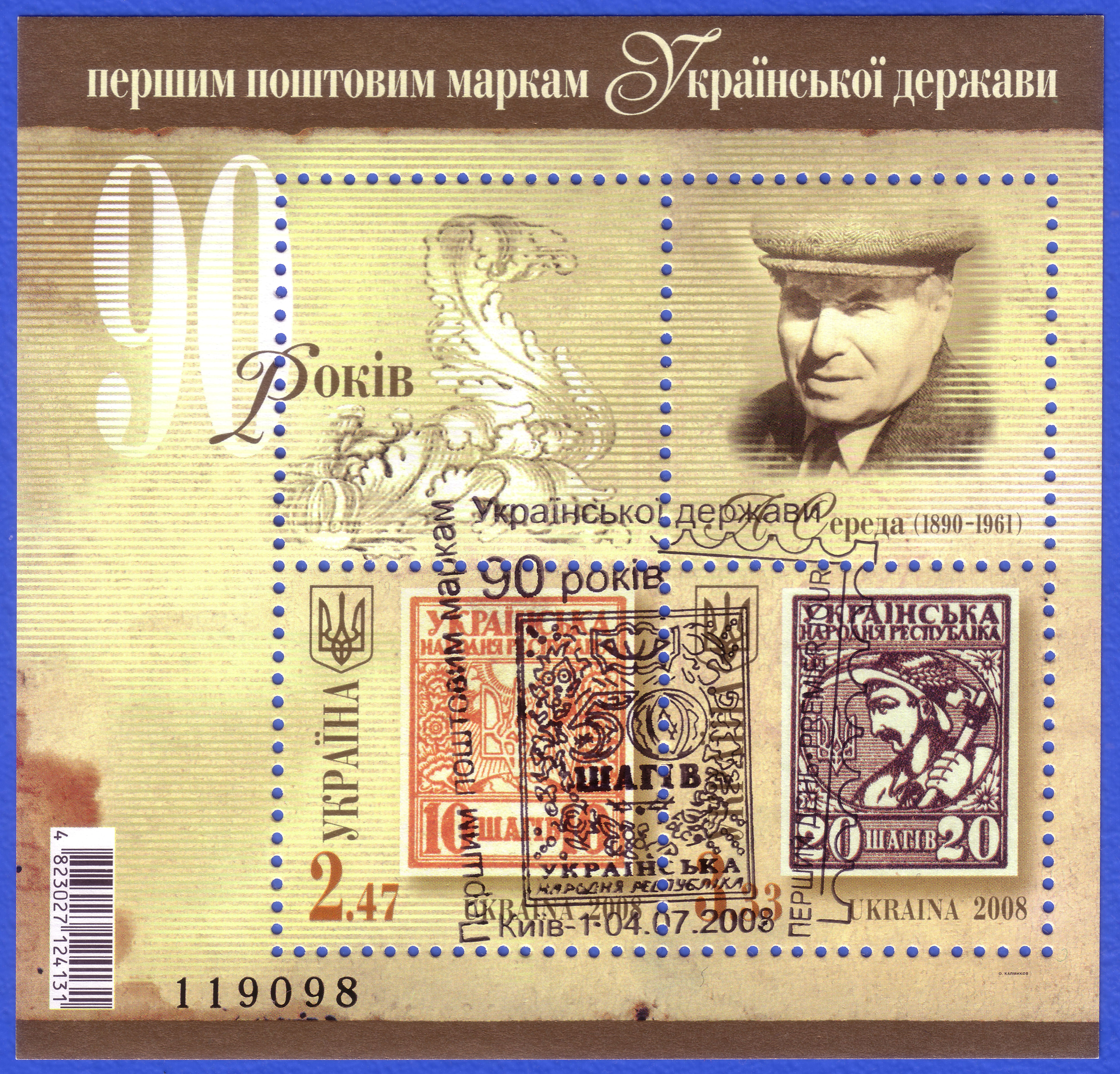
Hoja bloque con el retrato de A. Sereda. Ucrania, 2008.